# 27 Dresses
27 Dresses är en amerikansk romantisk komedifilm från 2008, regisserad av Anne Fletcher. Filmen hade biopremiär den 9 januari 2008 i Los Angeles och släpptes på DVD i Sverige den 30 juli 2008.

## Handling
Jane är en romantisk och totalt osjälvisk kvinna som varit brudtärna inte mindre än 27 gånger och hennes egen lycka tycks inte finnas inom räckhåll. När hennes lillasyster Tess börjar förbereda sitt bröllop med Janes chef börjar dock Jane omvärdera sitt "alltid-brudtärna-liv".

## Om filmen
Filmen är inspelad i Providence, Cumberland, East Greenwich, Warwick, Newport och Pawtucket, samtliga i Rhode Island och i New York.
Den hade världspremiär den 9 januari 2008 i Los Angeles och svensk premiär den 28 mars samma år, filmen är barntillåten.
De klädansvariga fick göra om de ursprungliga kläderna eftersom de såg för bra ut på Katherine Heigl och var hårt pressade för att designa dräkter som såg dåliga ut på henne.

## Rollista

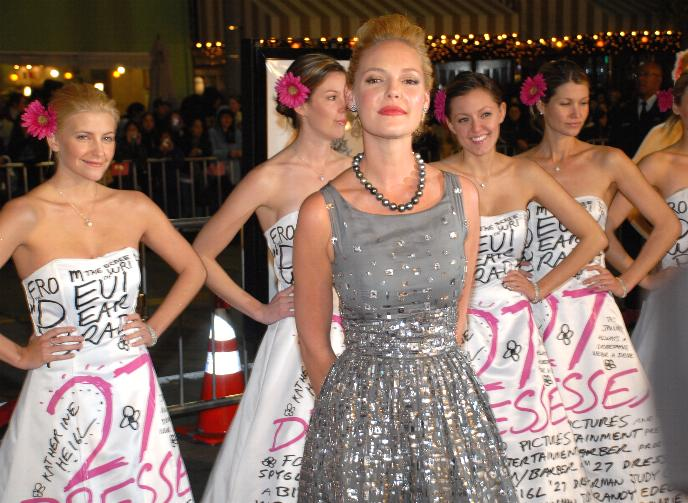
Katherine Heigl vid filmens premiär

- Katherine Heigl - Jane
- James Marsden - Kevin
- Malin Åkerman - Tess
- Judy Greer - Casey
- Jane Pfitsch - kusin Lisa
- Melora Hardin - Maureen
- Edward Burns - George
- Robert Clohessy - bartender
- Peyton List - Jane som ung
- Charli Barcena - Tess som ung

## Musik i filmen
- Be Here Now, skriven och framförd av Ray Lamontagne
- Happy Together skriven av Alan Gordon och Gary Bonner, framflrd av The Turtles
- So Here We Are, skriven av Kele Okereke, Russell Lissack, Gordon Moakes och Matt Tong, framförd av Bloc Party
- Valerie, skriven av Sean Payne, David McCabe, Abi Harding, Boyan Chowdhury och Russell Pritchard, framförd av Mark Ronson featuring Amy Winehouse
- Call Me Irresponsible, skriven av Sammy Cahn och Jimmy Van Heusen, framförd av Michael Bublé
- Laleh, skriven av Elton Ahi
- Don't Stop 'til You Get Enough, skriven och framförd av Michael Jackson
- Sun/Rise/Light/Flies, skriven av Sergio Pizzorno, framförd av Kasabian
- Cow, skriven av John Aston, Michael Aston och Ian Hudson, framförd av Gene Loves Jezebel
- Cherry Coloured Funk, skriven av Elizabeth Fraser, Robin Guthrie och Simon Raymonde, framförd av Cocteau Twins
- Who Knows, skriven av Natasha Bedingfield och Mike Elizondo, framförd av Natasha Bedingfield
- Paris Café, skriven av Rick Rhodes och Daniel Pelfrey
- Eastern Spirit, skriven och framförd av Aaron Wheeler
- Unfair, skriven av Diane Warren, framförd av Josh Kelley
- Hips Don't Lie, skriven av Omar Alfanno, Luis Diaz, Jerry Duplessis, Wyclef Jean, Latavia Parker och Shakira
- Lady West, skriven av Jamie Scott, framförd av Jamie Scott & The Town
- Latinos in Space, skriven och framförd av Joseph Bonn
- The Sky Is Crying, skriven av Elmore James, framförd av Albert King
- Freckle Song, skriven och framförd av Chuck Prophet
- Anna, skriven av Simon Kirke, framförd av Bad Company
- Bennie and the Jets, skriven av Elton John och Bernie Taupin, framförd av Elton John
- Klarinettkonsert, andra satsen, skriven av Wolfgang Amadeus Mozart
- Under the Influence, skriven av James Morrison, Stephen McEwan och James Hogarth, framförd av James Morrison
- Big Bounce, skriven och framförd av Dick Lemaine
- Like a Star, skriven och framförd av Corinne Bailey Rae
- Love Has Fallen on Me, skriven av Charles Stepney och Andrew Lloyd Webber, framförd av Chaka Khan

## Utmärkelser
- 2008 - Golden Trailer Awards - Golden Trailer, bästa romantiska affisch
- 2008 - Golden Trailer Awards - Golden Trailer, bästa romantiska TV-reklam